# لاليت مودى
لاليت كومار مودي، (ولدت في 29 نوفمبر 1963، في دلهي، الهند هو رئيس مجلس إدارة ومفوض دوري الدرجة الأولي الهندي، رئيس لدوري الابطال (منذ أيلول / سبتمبر 2008)، نائب رئيس مجلس مراقبة الكريكيت في الهند منذ عام 2005 ونائب رئيس اتحاد الكريكيت في ولاية البنجاب  وهو أيضا رئيس ومدير لمؤسسة مودي والمدير التنفيذي لغودفري فيليبس الهند.

## بداية حياته
من مواليد عام 1963 في دلهي، الهند، لعائلة الماروارى، درس لاليت كومار مودى في كلية سانت جوزيف المرموقة بـ ناينيتال. ذهب إلي جامعة ديوك في الولايات المتحدة، وتخرج في عام 1986 بشهادة البكالوريوس في التسويق.

## الجوائز والتقديرات
- حصل علي جائزة «جائزة بيزنس ستاندرد» لجعله مجلس مراقبة الكريكيت الهندي الشركة الأكثر ابتكارا في الهند لعام 2008.[3]
- في 25 سبتمبر 2008 كان قد حصل علي جائزة «منشئ العلامة التجارية لهذا العام» من قبل مؤتمر آسيا للعلامة التجارية.
- في 26 سبتمبر 2008 حصل علي جائزة من سي إن بي سي أواز «جائزة المستهلك لتحويل الكريكيت في الهند»
- في 6 أكتوبر 2008 حصل علي جائزة من إن دي تي في بروفيت «قائد العمل الأكثر ابتكارا في الهند».
- في 24 أكتوبر 2008 حصل علي جائزة من قبل فروست أند سوليفان لجوائز الامتياز النامي في «التميز في الابتكار».
- في 8 نوفمبر 2008 حصل على جائزة "إنجاز المعلم لجائزة العام.
- في 12 نوفمبر 2008 حصل علي جائزة «الأعمال الرياضية - جائزة راشمان لـ الحدث الرياضي المبتكر».
- في 22 يناير 2009 حصل علي جائزة «قائد العمل سي ان بي سي».
- في 26 سبتمبر 2009 حصل علي جائزة من قبل القيادة المقدسة بالهند - من أجل إنشاء العلامة التجارية لهذا العام.

تم ادراجه ضمن لائحة أقوي 20 شخص في الهندمن قبل مجلة الهند اليوم. تم إدارجه لأن إيرادات مجلس مراقبة الكريكيت في الهند كانت قد تزايدت سبعة أضعاف منذ انضمامه للمجلس في عام 2005 وبسبب أن «لا أحد في الكريكيت يريد أن يكون في جانبه الخطأ» معروف أنه المسؤول عن لعبة الكريكيت! 
في عدد آب / أغسطس 2008 للمجلة الرائدة في مجال الرياضة الرياضة برو انه يأتي في المرتبة 17 في قائمة الشخصيات ذات سلطة للشخصيات العالمية المتعلقة بالرياضة. يوصف أيضا بأفضل صانع أمطار (صانع مال) لأي هيئة رياضية في تاريخ الرياضة عالمياً. في الوقت القصير الذي كان به مسؤول رياضي كان قد جمع أكثر من أربعة مليارات دولار أمريكي لمنظمته. تم كل ذلك بقدرة فخرية. فقد تم وصفه بأنه أقوى رجل في الكريكيت من قبل مايك أثرتون في مقالته في التيلجراف. مجلة تايم في يوليو 2008، صنفته رقم 16 في قائمتهم أفضل رياضي تنفيذي في العالم لعام 2008. في عدد تشرين الأول / أكتوبر 2008 مجلة الأعمال الدولية بيزنيس وييك - تم التصويت لـ لاليت مودي ليصير رقم 19 في قائمة الـ 25 بأقوي شخصية رياضية عالميا. فاز لاليت مودى أيضا بجائزة إن دي تي في للقائد للعمل الأكثر ابتكاراً في الهند. في عدد نوفمبر من مجلة الأعمال الرائدة بيزنيس توداي وضعت علي غلافها مودي وأطلقت عليه أحد أفضل مسوقين الهند. في 31 ديسمبر قائمة سبورتز باور السنوية صنفته رقم 1 وجريدة دي إن إيه صنفته رقم 17 في قائمة الـ 50 لأكثر شخصية مؤثرة في الهند. في عدد سبتمبر 2009 لمجلة فوربس وصفت أي بي إل بـ «الدوري الرياضي الأكثر اثارة في العالم» هذا التمييز هو ملحوظ لمجرد ان الدوري بدأ منذ أكثر من عام ونصف العام وكل الفضل يعود إلى العقل المدبر لاليت مودى

## تهديد الأسرة والأمن
في نهاية آذار / مارس 2009 في بومباي كانت الشرطة تستجوب رجل عالم الرزيلة دون شوتا شاكيل الذي يدعي راشد مالاباري وخلال الاستجواب كشف أنه كان يوجد تخطيط لاغتيال رئيس الكريكيت لاليت مودي وزوجته مينال وابنه روتشار. هذا وقد قابل أدلة من قبل وكالة الاستخبارات الحكومية عند التقاطها مكالمة هاتفية بين شوتا شاكيل ورئيسه داود إبراهيم يوعز له استئجار 4 قتلة لاغتيال مودي واسرته سواء في جنوب أفريقيا أو في الهند. كما سجل المراقبة الإلكترونية من قبل مكتب الاستخبارات تشير إلى أن تشوتا شاكيل قد طلب من القتلة استهداف مودى في مومباي أو جنوب أفريقيا. والسبب في ذلك التهديد هو أن مودى منع لاعبي الكريكيت الباكستانين من اللعب في أي بي إل2. زود اليت مودى برجال شرطة مسلحين يحرسون منزله سواء كان موجود به أم لا، كما زود أيضا بغطاء من الشرطة السرية بينما كان خارج بوابات منزله والذي يتضمن رجال شرطة مسلحين طوال الـ 24 ساعة وسيارة حكومية مرافقة تتبعه. لكن زوجته مينال وابنه ريتشار لن يكون لهم سوى شرطي واحد مسلح معهم بينما هم خارج منزلهم. يملك مودى أيضا أمن شخصي يحرسون منزله لمدة 24 ساعة يوميا، ولديه الحراس الشخصيين الذين وظفهم مودي نفسه لحراسته هو وزوجته وابنه في جميع الأوقات. ومن المعروف أيضا أن وكالة أمن أي بي إل قد كثفت من من الأمن حول مودي طوال الوقت. بوب نيكولز الشريك في ملكية واحدة من وكالات أمن أي بي إل نيكولاس وستاين أكد أنه يوجد الأمن الخاص حول مودي قد تزايد وتشدد. كما أكد أيضا أن حكومة الهند تزود حماية شرطية عالية حول مودي حتي إن لم يكن في الهند. ومن المعروف أيضا أن أطفال لاليت مودى، روتشير وعالية يتجولون في الأنحاء بقافلة من 2-4 سيارات في المرة، وهذا تم ملاحظته في المدرسة الأمريكية في بومباي في مجمع باندرا كورلا. بينما يدخل روتشار وعالية أو يخرجوا من المدرسة يوجد فريقا من 7 من الحراس الشخصيين الذي 2 منهم من الشرطة المسلحة الحكومية، و 5 يشبهون الحراس الشخصيين، 2 منهم من رجلان ضخمان يرتدان سترات سوداء و 3 الآخرين في ملابس مختلفة. فمن المعروف أن شقة لاليت مودى الصغيرة في جوهو لديها اجراءات أمنية مشددة للغاية. وفقا للمصادر لديه نحو من 10-15 من الأمن الشخصي يتجولون حول منزله لمدة 24 ساعة يوميا. خارج بوابة مودى الامامية هناك نحو من 2-3 من الأمن الخاص الشخصي يمسح المنطقة، ويستجوب كل مار 24 ساعة في اليوم.

## الصراع علي السلطة
في عام 2005، برز مودى في صراع على السلطة التي أدت إلى شاراد باوار، وهو سياسي بارز ووزير في الحكومة الوطنية، والإطاحة بالرئيس الهندي الأعلى السابق للعبة الكريكيت ورئيس المجلس الدولي للكريكيت جاغموهان دالميا في مجلس مراقبة الكريكيت في الانتخابات الهندية.[بحاجة لمصدر]

## الحياة الشخصية والعائلية
لاليت مودى لديه زوجته مينال، و 3 أطفال روتشار (15)، عاليه (16) وكريمة (ابنة مينال من زواجها السابق). في كثير من مباريات أي بي إل شوهد مودى مع ابنه روتشار الذي عادة ما يشجع رويالز راجستان أو كولكاتا نايت رايدرز إذا كانوا يلعبون، ولكن زوجته مينال، والبنات عالية وكريمة لم يتم مشاهدتهم أبدا في المباريات. ابنه روتشار (15) يعيش حاليا في مدينة مومباي، ويدرس في المدرسة الاميركية في بومباي. وهو يعيش حياة سخية جدا ومترفة مع زوجته وابنه في ضواحي مومباي، جوهو في منزله على الشاطئ. كما أنه يملك أيضا في مومباي شقة في وسط المدينة في ورلي. أصبح لاليت ومنال جدان فخوران عندما أنجبت كريمة طفلة تدعي أريا بورمان في 23 مايو 2009. تزوجت كريمة من غوراف بورمان سليل أسرة دابور من دلهي لكنه يعيش في لندن.

 </ المرجع> 

## صفقة إي إس بي إن ذات الـ 975 مليون دولار
نقللا عنصحيفة إيكونوميك تايم:
| لاليت مودى | Cricket economics has once again hit the roof. Sports broadcaster ESPN Star Sports (ESS) has paid a staggering $975 million for exclusive global commercial rights for the Twenty20 Champions League for a 10-year period, starting with the inaugural tournament between October 8-23 this year (2009). The deal, which gives ESS rights for all T20 Champions League seasons until 2017, makes it the highest cricket tournament by value on a per game basis. Earlier this year, the World Sports Group-Sony Entertainment consortium had paid BCCI $918 million for 10-year global rights for the India Premier League (IPL). Apart from ESS, bids were received from Abu Dhabi Sports Club and Dubai International Capital (DIC). While the DIC bid was for $751.3 million, Abu Dhabi Sports Club’s bid, being a conditional one, was disqualified. ESS had bid $900 million for the deal and an additional $75 million for marketing. Twenty20 Champions League, modelled after the football champions league, would feature the best teams of the domestic Twenty20 tournaments in various countries. It is being jointly organised by the Indian, Australian and South African cricket boards. The inaugural league, with $6-million prize money, will feature eight teams — two each from India, Australia and South Africa and the champions from the England and Pakistan domestic leagues. The prize money will be shared between the teams and their players. “This deal will cement our relationship with BCCI, Cricket Australia and Cricket South Africa and we are committed to setting new benchmarks in broadcast and distribution,” ESS MD Manu Sawhney said in a statement. IPL chairman and commissioner Lalit Modi said: “We believe this is the best commercial deal for Champions League.” | لاليت مودى |

العديد من أخبار المصادر الأخرى، أفادت أيضا أن الاتفاق، بما في ذلك الأعمال التجارية الموحدة  وغيرها 

## صفقات أخرى
منذ انضمام مودى لـ بي سي سي أي قام بنجاح بتحقيق الصفقات التالية لصالح بي سي سي أي.
- صفقة رعاية الفريق لفريق الهند مع مجموعة ساهارا لمدة 4 سنوات - 103 مليون دولار (415 كرور) في 20-12-2005.
- صفقة راعي ملابس الفريق من أجل فريق الهند مع نايكي لمدي 4 سنوات - 53 مليون دولار (215 كرور) في 24-12-2005.
- صفقة حقوق وسائل الاعلام مع نيمبوس لمدة 4 سنوات، 612 مليون دولار في 18-2-2006.
- حقوق وسائل الاعلام في للمباريات في الخارج مع زي لمدة 4 سنوات - 219 مليون دولار في 7-4-2006.
- صفقة رعاية بي سي سي أي مع دابليو إس جي - 46 مليون دولار (173 كرور) في 27-8-2007.
- صفقة حقوق الإعلام لـ أي بي إل مع سوني - 1.26 مليار دولار في 15-1-2008.
- بيع فريق أي بي إل مع أطراف مختلفة - 723 مليون دولار في 25-1-2008.
- حقوق البث علي شبكة الإنترنت المباشر مع الاعلام الحالي - 50 مليون دولار في 18-4-2008.
- رعاية لقب أي بي إل ورعاية الملعب - 220 مليون دولار—مارس وأبريل 2008
- التفاوض مع شركة سوني دابليو إس جي حقوق البث الإعلامي لـ أي بي إل من 1.26 مليار دولار إلى ملياري دولار في 25.3.2009

## فرق جديدة
أعلن مودى في 26 أغسطس 2009 أنه سوف يقوم بمزاد علي فريقان أخران في بداية 2010 بسعر أساسي بما يتراوح بين 200-300 دولار أمريكي وهو 2-3 ضعف ما باع به سابقا في عام 2008. سننتظر لنري إذا استطاع أن يصل إلي تلك الأرقام. إذا ذهبنا في الماضي - نحن متأكدون من أنه سوف يكون ناجحا أيضا هنا.

## وانظر أيضا
- دوري الكريكيت الهندي
- الدوري الهندي الممتاز
- Twenty20 دوري الابطال
- كأس Twenty20

## روابط خارجية
- لاليت مودى على موقع إي آس بي آن كريك إنفو (الإنجليزية)